# Kilian Bevis
Kilian Bevis (Villepinte, 13 febbraio 1998) è un calciatore francese, ala del Radnički Kragujevac e della nazionale guadalupense.

## Carriera

### Club
Approdato nel 2018 al Castelvetro, squadra militante in Eccellenza, dopo una buona stagione a livello individuale, il 29 luglio 2019 passa al Messina, salendo così in Serie D. Messosi in mostra con i peloritani, il 18 agosto 2020 prolunga per un'altra stagione con i giallorossi.
Il 15 agosto 2021 si trasferisce al Birkirkara; resta nel campionato maltese anche nella stagione successiva, quando viene tesserato dal Valletta. Il 25 giugno 2023 firma un biennale con il Radnički Kragujevac; subito impostosi come titolare nel ruolo, il 19 novembre 2024 prolunga fino al 2026 con i serbi.

### Nazionale
Ha segnato la prima rete con la nazionale guadalupense il 19 novembre 2023, nella partita di CONCACAF Nations League vinta per 5-0 contro le Saint Kitts e Nevis. Nel 2025 è stato convocato per la Gold Cup.

## Statistiche

### Presenze e reti nei club
Statistiche aggiornate al 15 giugno 2025.
| Stagione                   | Squadra                    | Campionato                 | Campionato | Campionato | Coppe nazionali | Coppe nazionali | Coppe nazionali | Coppe continentali | Coppe continentali | Coppe continentali | Altre coppe | Altre coppe | Altre coppe | Totale | Totale |
| Stagione                   | Squadra                    | Comp                       | Pres       | Reti       | Comp            | Pres            | Reti            | Comp               | Pres               | Reti               | Comp        | Pres        | Reti        | Pres   | Reti   |
| -------------------------- | -------------------------- | -------------------------- | ---------- | ---------- | --------------- | --------------- | --------------- | ------------------ | ------------------ | ------------------ | ----------- | ----------- | ----------- | ------ | ------ |
| 2018-2019                  | Castelvetro                | Ecc.                       | 21         | 4          | CI-Dil.         | ?               | ?               | -                  | -                  | -                  | -           | -           | -           | 21     | 4      |
| 2019-2020                  | Messina                    | D                          | 25         | 5          | CI-D            | 4               | 1               | -                  | -                  | -                  | -           | -           | -           | 29     | 6      |
| 2020-2021                  | Messina                    | D                          | 27         | 3          | -               | -               | -               | -                  | -                  | -                  | -           | -           | -           | 27     | 3      |
| Totale Messina             | Totale Messina             | Totale Messina             | 52         | 8          |                 | 4               | 1               |                    | -                  | -                  |             | -           | -           | 56     | 9      |
| ago. 2021-2022             | Birkirkara                 | PL                         | 22         | 4          | CM              | 2               | 1               | UCoL               | -                  | -                  | -           | -           | -           | 24     | 5      |
| 2022-2023                  | Valletta                   | PL                         | 22         | 6          | CM              | 2               | 1               | -                  | -                  | -                  | -           | -           | -           | 24     | 7      |
| 2023-2024                  | Radnički Kragujevac        | SL                         | 36         | 6          | KS              | 4               | 1               | -                  | -                  | -                  | -           | -           | -           | 40     | 6      |
| 2024-2025                  | Radnički Kragujevac        | SL                         | 36         | 7          | KS              | 2               | 0               | UCoL               | 2                  | 0                  | -           | -           | -           | 40     | 7      |
| Totale Radnički Kragujevac | Totale Radnički Kragujevac | Totale Radnički Kragujevac | 72         | 13         |                 | 6               | 1               |                    | 2                  | 0                  |             | -           | -           | 80     | 14     |
| Totale carriera            | Totale carriera            | Totale carriera            | 189        | 35         |                 | 14              | 4               |                    | 2                  | 0                  |             | -           | -           | 205    | 39     |

### Cronologia presenze e reti in nazionale
| Cronologia completa delle presenze e delle reti in nazionale ― Guadalupa | Cronologia completa delle presenze e delle reti in nazionale ― Guadalupa | Cronologia completa delle presenze e delle reti in nazionale ― Guadalupa | Cronologia completa delle presenze e delle reti in nazionale ― Guadalupa | Cronologia completa delle presenze e delle reti in nazionale ― Guadalupa | Cronologia completa delle presenze e delle reti in nazionale ― Guadalupa | Cronologia completa delle presenze e delle reti in nazionale ― Guadalupa | Cronologia completa delle presenze e delle reti in nazionale ― Guadalupa |
| Data                                                                     | Città                                                                    | In casa                                                                  | Risultato                                                                | Ospiti                                                                   | Competizione                                                             | Reti                                                                     | Note                                                                     |
| ------------------------------------------------------------------------ | ------------------------------------------------------------------------ | ------------------------------------------------------------------------ | ------------------------------------------------------------------------ | ------------------------------------------------------------------------ | ------------------------------------------------------------------------ | ------------------------------------------------------------------------ | ------------------------------------------------------------------------ |
| 7-9-2023                                                                 | Basseterre                                                               | Saint Kitts e Nevis                                                      | 1 – 2                                                                    | Guadalupa                                                                | CONCACAF Nations League 2023-2024                                        | -                                                                        | 70’                                                                      |
| 10-9-2023                                                                | Sainte-Anne                                                              | Guadalupa                                                                | 4 – 0                                                                    | Sint Maarten                                                             | CONCACAF Nations League 2023-2024                                        | -                                                                        | 44’                                                                      |
| 12-10-2023                                                               | Gros Islet                                                               | Saint Lucia                                                              | 2 – 1                                                                    | Guadalupa                                                                | CONCACAF Nations League 2023-2024                                        | -                                                                        | 65’                                                                      |
| 15-10-2023                                                               | Sainte-Anne                                                              | Guadalupa                                                                | 2 – 0                                                                    | Saint Lucia                                                              | CONCACAF Nations League 2023-2024                                        | -                                                                        | 70’                                                                      |
| 16-11-2023                                                               | Waterford                                                                | Sint Maarten                                                             | 0 – 2                                                                    | Guadalupa                                                                | CONCACAF Nations League 2023-2024                                        | -                                                                        | 77’                                                                      |
| 19-11-2023                                                               | Sainte-Anne                                                              | Guadalupa                                                                | 5 – 0                                                                    | Saint Kitts e Nevis                                                      | CONCACAF Nations League 2023-2024                                        | 1                                                                        | 75’                                                                      |
| 5-9-2024                                                                 | San José                                                                 | Costa Rica                                                               | 3 – 0                                                                    | Guadalupa                                                                | CONCACAF Nations League 2024-2025                                        | -                                                                        | 86’                                                                      |
| 9-9-2024                                                                 | Le Gosier                                                                | Guadalupa                                                                | 1 – 0                                                                    | Suriname                                                                 | CONCACAF Nations League 2024-2025                                        | -                                                                        | 70’                                                                      |
| 15-10-2024                                                               | Le Gosier                                                                | Martinica                                                                | 0 – 0                                                                    | Guadalupa                                                                | CONCACAF Nations League 2024-2025                                        | -                                                                        | 71’                                                                      |
| 21-3-2025                                                                | Le Gosier                                                                | Guadalupa                                                                | 1 – 0                                                                    | Nicaragua                                                                | Qual. Gold Cup 2025                                                      | -                                                                        | 53’                                                                      |
| 25-3-2025                                                                | Managua                                                                  | Nicaragua                                                                | 0 – 1                                                                    | Guadalupa                                                                | Qual. Gold Cup 2025                                                      | -                                                                        | 63’                                                                      |
| 24-6-2025                                                                | Houston                                                                  | Guadalupa                                                                | 2 – 3                                                                    | Guatemala                                                                | Gold Cup 2025 - 1° turno                                                 | -                                                                        | 59’                                                                      |
| Totale                                                                   |                                                                          | Presenze                                                                 | 12                                                                       |                                                                          | Reti                                                                     | 1                                                                        |                                                                          |